# John Caius

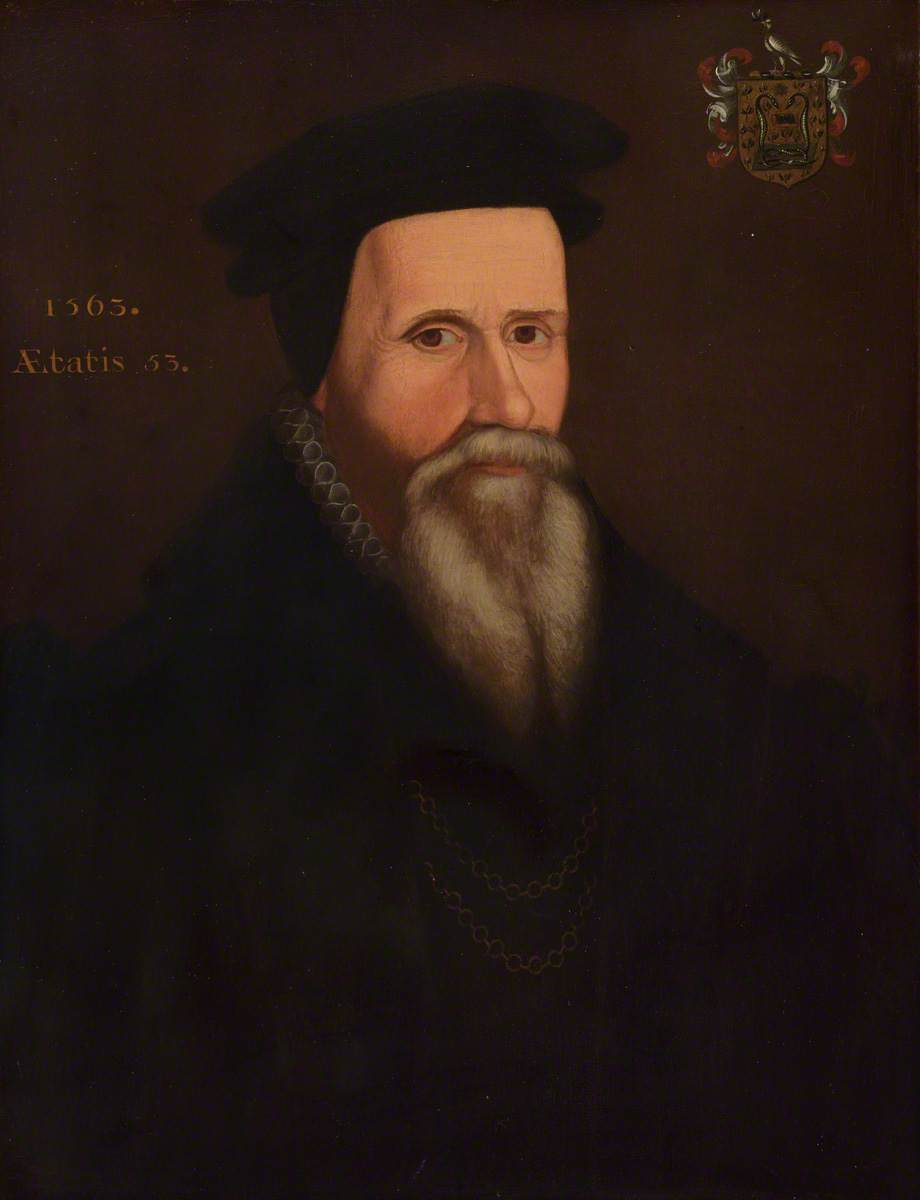
John Caius (1563)

John Caius (Keys oder Kees, * 6. Oktober 1510 in Norwich; † 29. Juli 1573 in London) war ein englischer Anatom und Hofarzt, der das Gonville and Caius College in Cambridge mit einer Spende wiedergründete.

## Leben und Wirken
Caius ist ein Sohn von Robert Caius und dessen Frau Alice (geborene Wode oder Woda). Nach seiner Schulausbildung in seinem Geburtsort begann Caius am 12. September 1529 an der Gonville Hall in Cambridge zu studieren. Dort erwarb er 1533 den Artium baccalaureus (A.B.) und 1535 den Magister artium (M.A.).
1539 reiste Caius nach Italien, studierte an der Universität Padua Medizin, wo er Schüler von Johannes Baptista Montanus und Andreas Vesal war. Am 13. Mai 1541 wurde er dort zum Doktor der Medizin (M.D.) promoviert. Zwei Jahre lang unterrichtete Caius in Padua Aristoteles’ Logik auf Griechisch. Später studierte er bei Matteo Corti (1475–1564) in Pisa. Anschließend suchte Caius italienischen Bibliotheken auf, um dort antike medizinische und philosophische Schriften zu kopieren. Sein Rückweg nach England führte ihn zunächst nach Basel. Ob er dort oder in Zürich Conrad Gessner begegnete oder ihn überhaupt persönlich traf, ist ungewiss. In Basel veröffentlichte er 1544 unter dem Titel Libri aliquot Graeci sieben Texte Galens, darunter erstmals einige Griechische. Die ebenfalls dort im gleichen Jahr veröffentlichte Schrift De methodo medendi hatte ihren Ursprung in den Mitschriften der Vorlesungen seines Lehrers Montanus. Caius kam in Kontakt mit Sebastian Münster, Philipp Melanchthon und Joachim Camerarius.
1545 war Caius wieder in England. Von 1547 an praktizierte er als Arzt in London. Er behandelte die Königinnen Maria I. und Elisabeth I. Am 22. Dezember 1547 wurde Caius als „Fellow“ des Royal College of Physicians zugelassen. 1550 wurde er „Elect“. 1555 wurde Caius zum Präsidenten des Royal College of Physicians gewählt, eine Position, die er bis 1571 insgesamt neun Mal innehatte.
1557 spendete Caius 1.834 Pfund Sterling, um die erneute Gründung von Gonville Hall zu ermöglichen. Dort unterrichtete er ab 1558.
1570 schrieb Caius die erste Abhandlung über Britanniens Hunde.

## Schriften (Auswahl)
- Cl. Galeni Pergameni nobilissimi medici libri aliquot Graeci : partim hactenus non visi, partim à mendis quibus scatebant innumeris ad vetustissimos codices repurgati & integritati suae restituti, Annotationibusque illustrati. Basel 1544 (Digitalisat).
- De medendi methodo libri duo, ex Cl. Galeni Pergameni, et Jo. Baptistae Montani Veronenis, principum medicorum, sententia. Opus utile, & jam primum natum. Basel 1544 (Digitalisat).
- A boke, or counseill against the disease commonly called the sweate, or sweatyng sicknesse. London 1552 (Digitalisat, Volltext).
- Opera aliquot et versiones, partim iam nata, partim recognita atque aucta. Löwen 1556 (Digitalisat), darin u. a.:
  - De medendi methodo, libri duo. – 2. Auflage.
  - De ephemera britannica, liber unus.
    - Reprint: London 1721 (Digitalisat).
    - Reprint: Berlin 1833 (Digitalisat).

  - De libris suis Liber unus.
- Galeni Pergameni Libri, De septimestri partu. Breuis designatio dogmatum Hippocratis. De Ptissana. De Ossibus. Basel 1557 (Digitalisat).
- De canibus Britannicis, liber unus. De rariorum animalium atque stirpium historia, liber unus. De libris propriis, liber unus. London 1570, darin:
  - De canibus Britannicis.
    - Of English dogges. London 1576 (Digitalisat, Volltext) – übersetzt von Abraham Fleming (1552–1607).

  - De rariorum animalium atque stirpium historia. (Volltext).
  - De libris propriis.
- De antiquitate Cantebrigiensis academiae libri duo. London 1574 (Digitalisat).
- Historiae Cantebrigiensis academiae. London 1574 (Digitalisat).
- De pronunciatione Graecae & Latinae linguae cum scriptione nova libellus. London 1574 (Digitalisat).